# Бересфорд, Джордж, 1-й маркиз Уотерфорд
Джордж Пиппи Бересфорд, 1-й маркиз Уотерфорд (англ. George Beresford, 1st Marquess of Waterford; 8 января 1735 — 3 декабря 1800) — ирландский дворянин и политик, известный как Джордж Бересфорд, 2-й граф Тирон с 1763 по 1789 год.

## Биография
Родился 8 января 1735 года. Старший сын Маркуса Бересфорда, 1-го графа Тирона (1694—1763), и его жены Кэтрин Пауэр, 1-й баронессы де ла Поэр (1701—1769). Получил образование в Килкенни-колледже и Тринити-колледж, Дублин.
С 1757 по 1760 год Джордж Бересфорд был членом Ирландской палаты общин от графства Уотерфорд, а в 1761—1763 годах представлял Колрейн в Ирландском парламенте.
4 апреля 1763 года после смерти своего Джордж Бересфорд унаследовал титулы 2-го графа Тирона, 2-го виконта Тирона, 2-го барона Бересфорда и 5-го баронета Бересфорда из Колрейна, став членом Ирландской палаты лордов. В 1783 году был награжден Орденом Святого Патрика и стал членом Ирландского тайного совета.
Был губернатором Уотерфорда с 1766 года и хранителем рукописей (custos rotulorum)  графства с 1769 по 1800 год.
27 июля 1769 года после смерти матери, Кэтрин Пауэр, баронессы де ла Поэр, Джордж Бересфорд унаследовал титул 2-го барона де ла Поэра.
21 августа 1786 года ему был пожалован титул 1-го барона Тирона из Хаверфордуэста в графстве Пембрукшир (Пэрство Великобритании).
19 августа 1789 года был назначен 1-м маркизом Уотерфордом в Пэрстве Ирландии.

## Семья
19 апреля 1769 года лорд Уотерфорд женился на Элизабет Монк, дочери Генри Монка (? — 1787) и леди Изабеллы Бентинк (? — 1783). Элизабет была двоюродной сестрой Чарльза Монка, 1-го виконта Монка (1754—1802), и внучкой по материнской линии Генри Бентинка, 1-го герцога Портленда. У супругов было восемь детей:
- Маркус Бересфорд, лорд де ла Поэр (март 1771 — 8 августа 1783)
- Генри де ла Поэр, 3-й граф Тирон, 2-й маркиз Уотерфорд (23 мая 1772 — 16 июля 1826), политик, второй сын и преемник отца
- Преподобный лорд Джон Джордж Джордж (22 ноября 1773 — 19 июля 1862), архиепископ Армы
- Генерал лорд Джордж Томас Бересфорд (12 февраля 1781 — 26 октября 1839), политик. В 1808 году женился на Гарриет Шутц (? — 1860), от которой у него было трое детей
- Леди Изабелла Энн Бересфорд (28 мая 1776 — 7 мая 1850), с 1812 года замужем за сэром Джоном Бриджесом (? — 1839), от брака с которым у неё была одна дочь
- Леди Кэтрин Бересфорд (11 сентября 1777 — 23 июня 1843)
- Леди Энн Бересфорд (26 июля 1779 — 27 ноября 1842)
- Леди Элизабет Луиза Бересфорд (2 февраля 1783 — 6 января 1856), 1-й муж с 1816 года генерал-майор, сэр Дэнис Пак (1775—1823), 2-й муж с 1831 года сэр Томас Рейнелл, 6-й баронет[англ.] (1777—1848). Четверо детей от первого брака.

У него было два внебрачных сына, генерал Уильям Карр Бересфорд, 1-й виконт Бересфорд (1768—1854), и адмирал, сэр Джон Бересфорд, 1-й баронет (1766—1844).
65-летний 1-й маркиз Уотерфорд скончался в 1800 году, его титулы перешли к его старшему оставшемуся в живых законному сыну Генри.